# I Gelosi

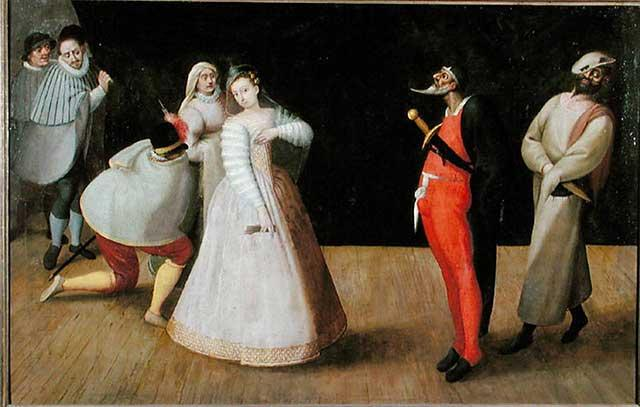
Une représentation d'I Gelosi, par Hieronymus Francken I, vers 1590, Musée Carnavalet - Paris.

I Gelosi (littéralement « Les Jaloux ») est une troupe de théâtre italienne de commedia dell'arte de la Renaissance active de 1569 à 1604. Leur devise était « Virtu, fama ed honor ne fer gelosi », ce qui signifie « Nous sommes jaloux de vertu, de réputation et d'honneur ».

## Historique
I Gelosi a été formé à Milan par Flaminio Scala. Leur première actrice célèbre fut Vittoria Piisimi (en). I Gelosi fut la première troupe protégée par la noblesse : en 1574 et 1577, ils jouèrent devant le roi de France Henri III. Ils parcoururent ensuite toute l'Europe, faisant connaître la commedia dell'arte d'Italie en France, Pologne, Espagne, Allemagne et Angleterre.
Dans les années suivantes, Francesco Andreini rejoignit I Gelosi et en 1578 il épousa Isabella Canali, l'une des actrices de la troupe. Les Andreini devinrent les acteurs les plus célèbres de la troupe et finalement Francesco en prit la direction.
En 1604, Isabella mourut en couches en France. Francesco fut si bouleversé qu'il dispersa la troupe et quitta la scène. Le personnage de commedia dell'arte Isabelle (en) est nommée en l'honneur de son épouse.